# Saurornitholestes
Saurornitholestes és un gènere de dinosaure teròpode de la família dels dromeosàurids. Visqué a Amèrica del nord al Cretaci superior, fa entre 70 i 75 milions d'anys. Aquest dinosaure bípede arribava a mesurar 1,8 metres de longitud i a pesar fins a 30 kg.
Les restes de Saurornitholestes foren trobades per primera vegada durant una expedició realitzada l'any 1978 a la província d'Alberta, Canadà. Els fòssils trobats es limitaven a un crani i algunes dents i ossos dels braços. Aquest gènere presenta moltes característiques pròpies dels dromeosàurids però també dels troodòntids.